# Paulo Emilio Silva
Paulo Emilio Silva Azevedo (ur. 14 grudnia 1969 w Salvadorze) – brazylijski siatkarz plażowy, brązowy medalista Mistrzostw Świata 1997 z Los Angeles grając w parze z Paulão Moreirą. W 2003 roku zdobył srebrny medal na Igrzyskach Panamerykańskich w siatkówce plażowej.